# خوئک
خوئک، خوش‌گوشت یا آویشنگ نوعی خوراک ایرانی است که معمولاً در کنار خوراک‌هایی مثل کباب جگر، دل و قلوه قرار می‌گیرد.
در اینکه خوئک در ایران به کدام قسمت دام گفته می‌شود، اختلاف نظر وجود دارد. مطابق تعریف دفتر نظارت بر بهداشت عمومی سازمان دامپزشکی کشور، در ایران خوئک خوراکی است که از مخلوط لوزالمعده، تیموس، و تیروئید تشکیل شده است و اصولاً برای مصرف انسان مناسب نیست.از طرفی مطابق جدول تطبیق اصطلاحات عامیانهٔ دام و دامپزشکی با واژگان زبان فارسی رایج و زبان انگلیسی یا اصطلاحات علمی، که توسط «انجمن صنفی مسئولان و ناظران بهداشتی دامپزشکی استان اصفهان» تهیه شده است، خوئک معادل «تیموس» است. بنابراین خوئک شامل دو نوع مختلف است، «خوئک دل» به غدهٔ لوزالمعده یا پانکراس دام و «خوئک گردن» به غدهٔ تیموس دام گفته می‌شود. لوزالمعده در تولید انسولین و تنظیم قند خون نقش دارد و تیموس جزیی از سیستم ایمنی پستاندار است و هر دو نوع خوئک جزو بافت غده‌ای بدن و از جنس پروتئین هستند.
در برخی از مناطق به این خوراک خوش‌گوشت و در برخی مناطق مانند تهران بدان خوئک گفته می‌شود. این در حالی‌ست که کلمهٔ خوش‌گوشت در تهران به خوراکی تهیه‌شده از بخش ابتدایی رودهٔ گوسفند یا همان دوازدهه و اثنی عشر اشاره دارد که در کُردی لیخه‌رو و در تُرکی بارساق نامیده می‌شود. همچنین در برخی مناطق اگر غده‌های تیموس و لوزالمعده متعلق به گوساله یا گوسفند کمتر از یک سال باشد به آن آویشنگ می‌گویند.
خوراکی مشابهی در آشپزی اروپایی وجود دارد که در انگلیسی بدان سوئیت‌برِد (sweetbread) گفته می‌شود و از غدهٔ تیموس (throat sweetbread) یا لوزالمعده (gut sweetbread) تهیه می‌شود. کلمهٔ سوئیت‌برِد را می‌توان معادل خوش‌گوشت دانست.